# Otto Stoll
Otto Stoll (Frauenfeld, 29 de desembre de 1849 - Zúric, 18 d'agost de 1922) fou un lingüista i etnòleg suís.
Otto Stoll fou professor d'etnologia i geografia a la Universitat de Zúric on s'especialitzà en la investigació de llengües maies. De 1878 a 1883 va dur a terme estudis científics en Guatemala. Fou l'autor de diversos tractats sobre Guatemala, incloent importants obres en els camps de l'etnografia i l'etnolingüística. A Suïssa és especialment conegut el cos material de treball sobre suggestió i hipnotisme de la psicologia popular.

## Obres
- Zur Ethnographie der Republik Guatemala (Etnografia de la República de Guatemala), 1884.
- Guatemala: Reisen und Schilderungen aus den Jahren 1878–1883 (Guatemala: viatges i descripcions dels anys 1878-1883), 1886.
- Biologia Centrali-Americana/ Arachnida – Acaridea, (Biologia centreamericana, Arachnida - Acaridae), 1886–1893.
- Die Sprache der Ixil-Indianer: ein Beitrag zur Ethnologie und Linguistik der Maya-Völker (La llengua dels ixils: una contribució a antropologia i lingüística dels pobles maies), 1887.
- Die Sprache der Ixil-Indianer/ Nebst einem Anhang/ Wortverzeichnisse aus dem nordwestlichen Guatemala (La llengua dels ixils; incloent un annex i un directori del nord-oest de Guatemala), 1887.
- Suggestion und Hypnotismus in der Völkerpsychologie (Suggestió i hipnotisme en psicologia ètnica), 1894.
- Zur Zoogeographie der landbewohnenden Wirbellosen (Zoogeografia dels invertebrats terrestres), 1897.
- Das Geschlechtsleben in der Völkerpsychologie, (Vida sexual en psicologia ètnica), 1908
- Zur Kenntnis des Zauberglaubens der Volksmagie und Volksmedizin in der Schweiz (Informació sobre la fascinació amb la màgia i medicina populars a Suïssa), 1909.